# Cryptoscaphus lissonotus
Cryptoscaphus lissonotus is een keversoort uit de familie loopkevers (Carabidae). De wetenschappelijke naam van de soort is voor het eerst geldig gepubliceerd in 1855 door Chaudoir.